# Blepyrus schwarzi
Blepyrus schwarzi är en stekelart som först beskrevs av Howard 1898.  Blepyrus schwarzi ingår i släktet Blepyrus och familjen sköldlussteklar. Inga underarter finns listade.